# A-WA
A-WA ("sim" em árabe) é uma banda israelense composta por três irmãs (Tair, Liron, e Tagel Haim). Seu single "Habib Galbi" ("Amor do Meu Coração") se tornou um sucesso mundial, com a sua música Iemenita tradicional misturada com hip-hop e música eletrônica.

## História

### Primeiros anos
Nascidas no assentamento comum de Shaharut, uma comunidade de cerca de 30 famílias no Arava Vale desértico do sul de Israel, as irmãs Haim vieram de um pai de origem judaico-iemenita e uma mãe de origem ucraniana e judaico-marroquina. Seus avós paternos são originalmente de Saná e foram trazidos para Israel durante a Operação Tapete Mágico. As irmãs Haim passaram a maior parte de suas férias com seus avós paternos, cantando piyyutim, poemas litúrgicos tradicionais em hebraico e aramaico, bem como canções tradicionais  iemenitas cantadas por mulheres.

### Descoberta e sucesso

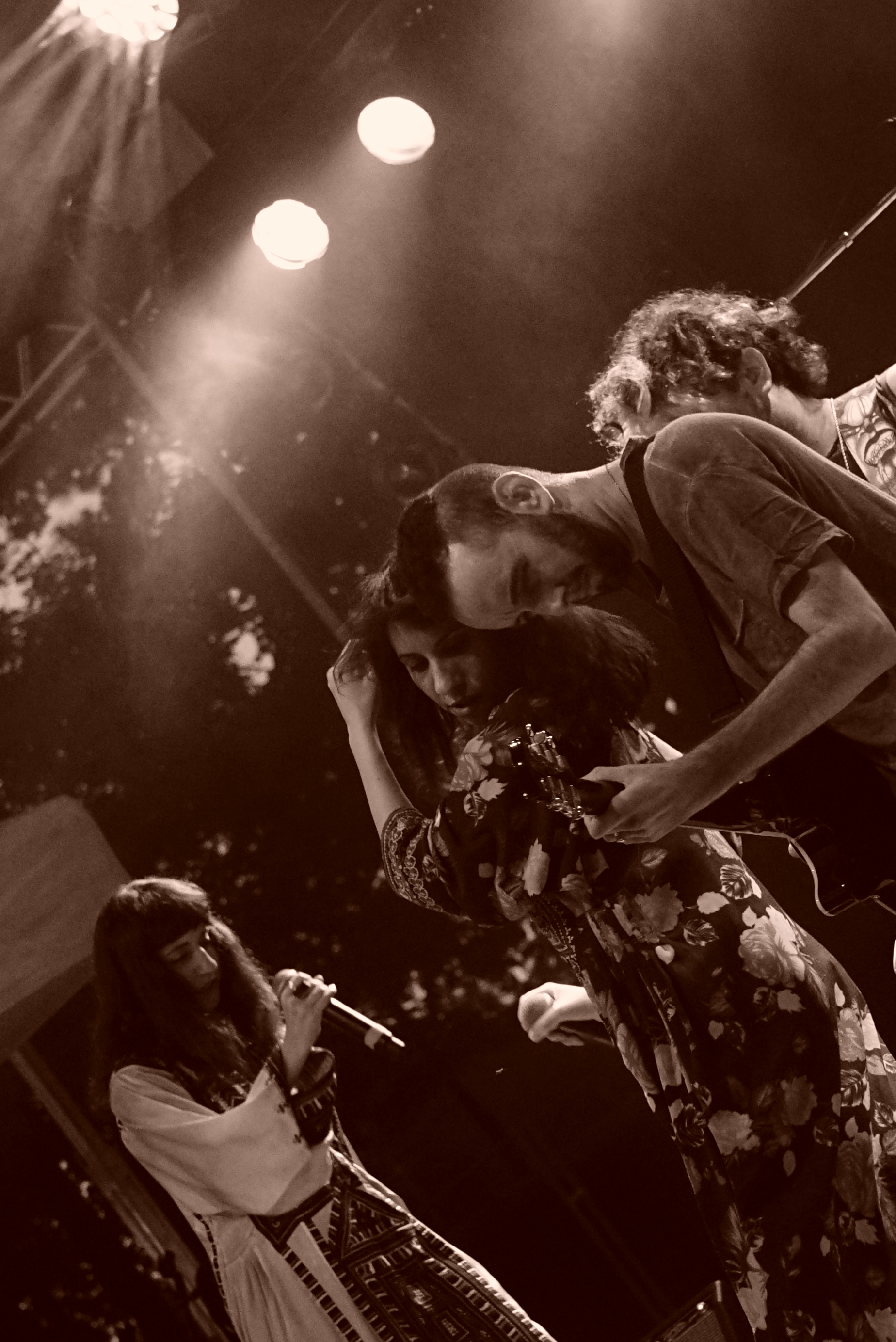
A banda em 2016

Elas foram descobertas por Tomer Yosef, vocalista do Balkan Beat Box, a quem enviaram uma fita demo de "Habib Galbi", uma melodia tradicional iemenita cantada no dialeto iemenita do judaico-árabe. Ele mostrou a demo para algumas mulheres mais velhas do Iêmen, que confundiram as irmãs com verdadeiras cantoras do país. O vídeo da faixa se tornou viral mesmo no Mundo Muçulmano, e, especialmente, na terra pátria de seus avós iemenitas sendo também a primeira canção em árabe a atingir o topo das paradas pop israelenses.
Após excursionarem pela Europa e pelos Estados Unidos, as irmãs começaram a trabalhar em seu segundo álbum, que pode incluir faixas misturando árabe e inglês.

## Estilo musical
Durante a sua infância, as irmãs ouviram muitos tipos diferentes de música, como música grega, música iemenita, jazz, R&B, hip hop, reggae, rock progressivo e outros, mas sua grande fonte de inspiração foi a música tradicional iemenita ouvida na casa de seus avós paternos. Sua música segue a mesma tendência de Ofra Haza, sua principal inspiração de décadas atrás, misturando, neste caso, música folclórica iemenita com sons eletrônico, reggae e hip-hop, que elas chamam de "folk n' beat iemenita"
O trio também cita rock psicodélico, incluindo Deep Purple e Pink Floyd, como influência.

### Vida pessoal
Os pais das irmãs Haim, Shmulik e Naama, são respectivamente um arquiteto e uma terapeuta holística.
Tair tem um bacharelado em música da Faculdade Levinsky, Liron é arquiteta e Tagel é designer gráfico e ilustradora. Elas também têm duas irmãs mais novas, Shir e Tzlil, e um irmão, Evyatar, que é um sonoplasta e trabalhou na produção do álbum Habib Galbi.

## Discografia
- Habib Galbi (2016)